# Teòfil d'Antioquia
|  | Per a altres significats, vegeu «Teòfil». |

Teòfil (grec antic: Θεόφιλος, llatí: Teophilus) va ser un bisbe d'Antioquia de la segona meitat del segle ii i autor d'una de les més antigues apologies del cristianisme conegudes. És venerat com a sant per tota la cristiandat.

## Biografia
Teòfil va succeir Eros a la seu d'Antioquia de l'Orontes cap al 169-171, i en va ser el sisè bisbe (el setè si s'inclou Sant Pere). Va exercir el càrrec tretze anys, fins almenys el 181 i potser fins al 183. Era pagà i es va convertir al cristianisme per la lectura de les Escriptures.
A més de l'Apologia va escriure altres obres religioses. L'Apologia la va escriure cap a l'any 180, ja que parla de la mort de Marc Aureli. Té forma de carta i està dirigida a un amic anomenat Autòlic, que encara era pagà, però un home de gran lectura iamb capacitat d'aprenentatge, amant de la veritat. L'obra es va recollir amb diversos títols, des del més senzill, Πρὸς Αὐτόλυκον βιβλία o amb l'afegitó de περὶ τῆς τῶν Χριστιανῶν πίστεως o també τρία τὰ πρὸς αὐτόλυκον στοιχειώδη συγγράμματα, que dona a entendre que vol ensenyar a Autòlic els fonaments de la veritat cristiana. Alguns historiadors llatins, com ara Lactanci, l'esmenten amb el títol de De Temporibus. L'obra està escrita en un estil senzill i clar, i explica l'essència del cristianisme que fa derivar de la sagrada escriptura i de la història. Alguns arguments són puerils i ingenus, i fa moltes interpretacions plenes d'al·legories.
També va ser l'autor d'altres obres, que encara existien en temps de Jeroni d'Estridó. Un llibre contra les heretgies de Marció i Hermògenes, un comentari dels Evangelis, que sembla escrit en una època molt posterior, però que es podria basar en comentaris seus, una bra de catequesi, que porta per títol καὶ ἕτερα δέ τινα κατηχητικὰ αὐτοῦ βιβλία}, Breves elegantesque tractatus ad aedificationem ecclesiae pertinentes, i uns comentaris sobre proverbis. Fabricius l'inclou a la Bibliotheca Graeca.